# Hundeluft
Hundeluft is een plaats en voormalige gemeente in de Duitse deelstaat Saksen-Anhalt, en maakt deel uit van de Landkreis Wittenberg.

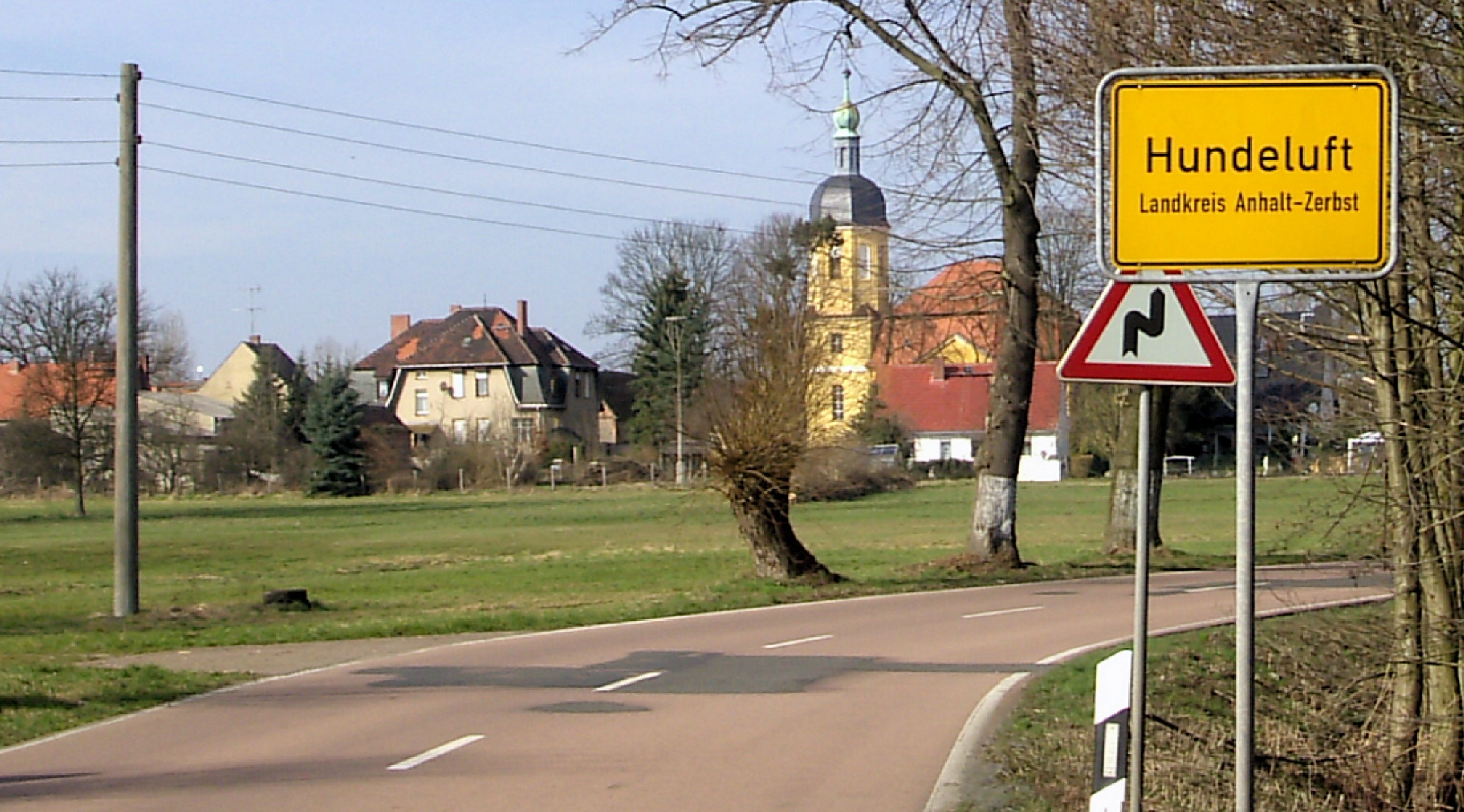
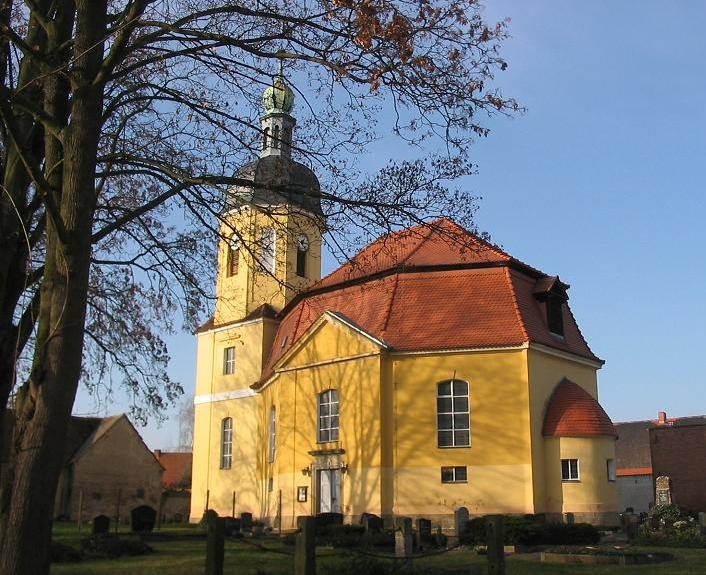

Hundeluft telt 259 inwoners.